# 泰勒里奇 (伊利諾伊州)
泰勒里奇（英語：Taylor Ridge）是位於美國伊利諾伊州羅克艾蘭縣的一個非建制地區。該地的面積和人口皆未知。

## 地理
泰勒里奇的座標為41°23′12″N 90°40′05″W / 41.38667°N 90.66806°W，而該地的平均海拔高度為235米（即771英尺）。